# Нортгемптонский договор
Нортгемптонский договор 1328 года — мирный договор между Шотландией и Англией, завершивший первый период войны за независимость Шотландии.
Воспользовавшись свержением английского короля Эдуарда II, Роберт Брюс активизировал военные действия против Англии: в 1327 году шотландские войска захватывают Норгем, высаживаются в Ольстере и вторгаются в Нортумберленд. Одновременно укрепляется франко-шотландское сотрудничество на основе заключенного в 1326 году Корбейского договора о союзе против Англии. Изабелла и Роджер Мортимер, регенты Англии на время несовершеннолетия короля Эдуарда III, были вынуждены собрать армию и двинуться навстречу шотландцам. Однако поход английских войск, во главе которых стоял молодой Эдуард III и Роджер Мортимер, окончился полным провалом. Англия была вынуждена пойти на переговоры о мире.
В соответствии с условиями договора между Англией и Шотландией, ратифицированного английским парламентом в Нортгемптоне и шотландским в Эдинбурге в 1328 году, Англия признала независимость Шотландии, а английский король отказался от претензий на шотландский престол. Роберт Брюс был официально признан королём Шотландии. Сестра Эдуарда III Джоанна должна была выйти замуж за наследника Роберта Брюса малолетнего принца Давида. Шотландское королевство возвращалось к довоенным границам (включая Берик и остров Мэн).
В 1330 году Эдуард III денонсировал Нортгемптонский договор, ссылаясь на то, что он был несовершеннолетним в момент его подписания.